# Schronisko górskie Alan
Schronisko górskie na Alanie (chorw. planinarska kuća na Alanu) – schronisko turystyczne w Chorwacji w Welebicie, bezpośrednio na przełęczy Veliki Alan.

## Opis
Schronisko górskie jest piętrową chatą, a na piętrze jest 5 pokoi z 40 łóżkami. Na parterze schroniska jest wyposażona kuchnia, gdzie można przygotować i konsumować jedzenie i picie. Za schroniskiem jest cysterna i w sezonie letnim woda jest poprowadzona do kuchni. Warto z niej korzystać bardzo oszczędnie. Woda do utrzymania podstawowej higieny  jest zapewniona obok schroniska. Schronisko nie ma światła elektrycznego. Zaleca się zabrać własne śpiwory, a jeśli ktoś ich nie ma, jest wystarczająco dużo przykryć, które są przydają się też latem. Schroniskiem górskim Alan zarządza Planinarsko-orijentacijski klub Sljeme (Klub Górski i Orienteeringu Sljeme) z Zagrzebia, przez swoją Sekcję Gospodarczą. Od połowy czerwca do końca października zorganizowane są stałe dyżury, a w pozostałym okresie dyżury odbywają się w weekendy. W okresie bez dyżurów schronisko jest otwarte jako schron z najniezbędniejszym sprzętem. Schronisko górskie Alan oferuje też różne napoje chłodzące oraz proste jedzenie po wcześniejszym umówieniu w miarę możliwości. Ma 47 łóżek. Toaleta jest 50 m dalej w lesie.